# Kostel svaté Maří Magdalény (Velhartice)
Hřbitovní kostel svaté Maří Magdalény, nebo též kostel svaté Marie Magdalény, ve Velharticích na Klatovsku v Plzeňském kraji je gotická sakrální stavba, pocházející ze 14. století. Kostel je chráněn jako kulturní památka České republiky a je filiálním kostelem římskokatolické farnosti Velhartice v rámci sušicko-nepomuckého vikariátu českobudějovické diecéze.

## Historie
Stavba kostela byla zahájena roku 1373. V 16. století byl kostel pozdně goticky přestavěn, z téže doby pochází hřbitovní brána a portály. Ke kostelu byla tehdy přistavěna severovýchodní předsíň s diamantovou klenbou. Chrám byl výrazně upraven ještě v 19. století, například presbytář tehdy získal novou klenbu.

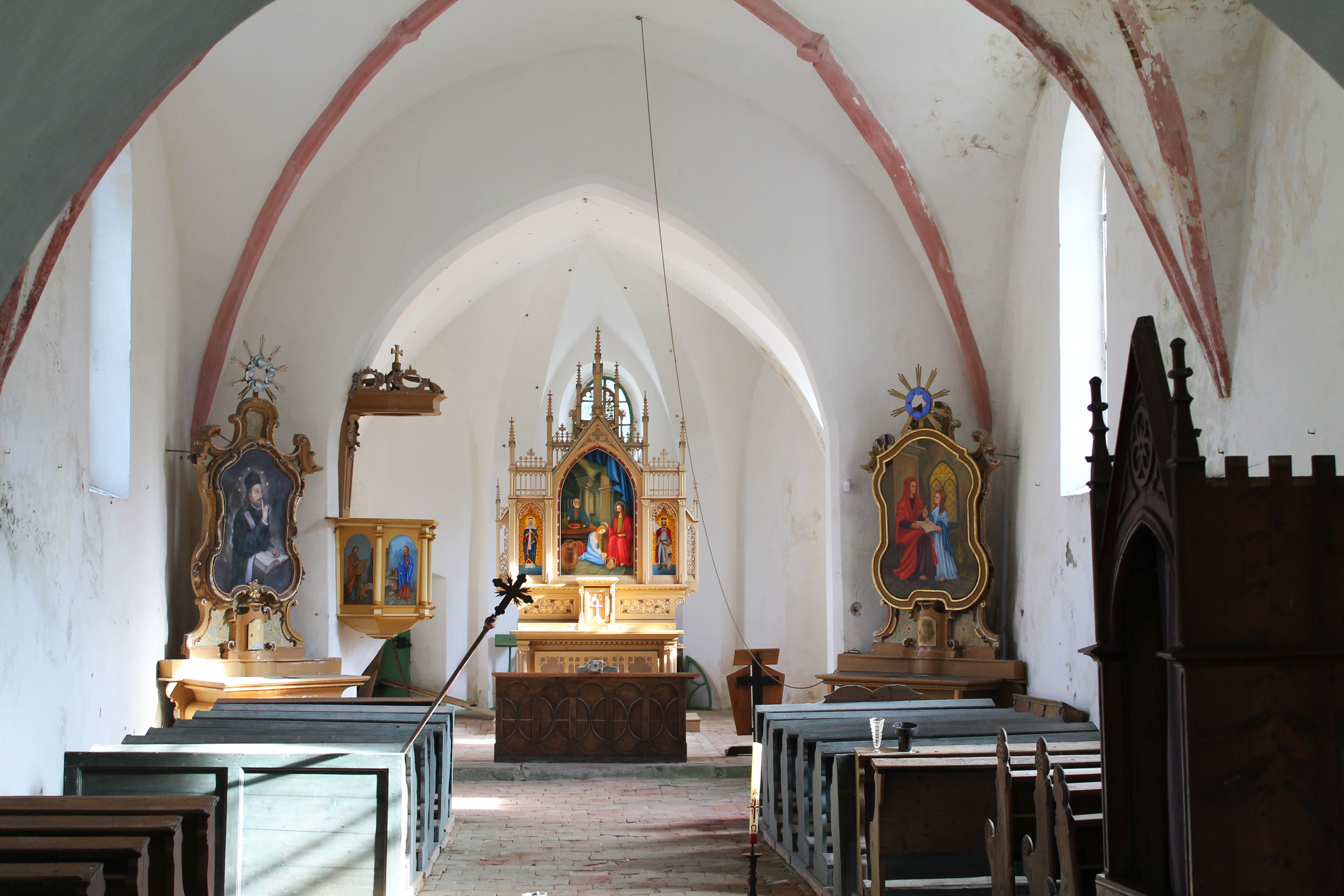
Interiér kostela

Původní třídílný gotický oltář, nazývaný „Velhartická archa“, koupilo v roce 1902 Národní muzeum. Je vystaven ve sbírce starého umění Národní galerie v pražském Anežském klášteře.
Poslední významná oprava byla provedena v roce 1947 zásluhou administrátora Josefa Peksy. O rok později z politických důvodů emigroval do Austrálie. V letech 1968–1969 byla díky obyvatelům Velhartic na západní straně kostela osazena vnější ocelová okna a bylo opraveno zdivo.
Během komunistického režimu kostel značně zchátral. V roce 1997 byl zpracován projekt jeho celkové rekonstrukce. V letech 1996 až 1997 byla za více než 1 milion korun opravena břidlicová střecha. Oprava však byla provedena neodborně a nekvalitním materiálem. V roce 2009 vzniklo Občanské sdružení na záchranu kostela sv. Maří Magdalény ve Velharticích a díky jeho aktivitám byla zahájena nová oprava střechy.

## V literatuře
Velhartický kostel sv. Maří Magdalény se hřbitovem je považován za místo, které inspirovalo Karla Jaromíra Erbena k napsání balady Svatební košile.

## Ve filmu
V kostele se odehrává pátý díl čtvrté série seriálu Policie Modrava nazvaný Mrtví do hospody nechodí (2022, režie Jaroslav Soukup).